# Berżałowce-Gajówka
Berżałowce-Gajówka [pronunciación en polaco: /bɛrʐaˈwɔft͡sɛ ɡaˈjufka/] es un pueblo en el distrito administrativo de Gmina Sejny, dentro del Sejny Condado, Voivodato de Podlaquia, en el noreste de Polonia, cercano a la frontera con Lituania. Se encuentra aproximadamente 7 kilómetros al sudeste de Sejny y 107 kilómetros al norte de la capital regional, Białystok.